# Chaetona tuchucheensis
Chaetona tuchucheensis är en tvåvingeart som beskrevs av Thompson 1968. Chaetona tuchucheensis ingår i släktet Chaetona och familjen parasitflugor. Inga underarter finns listade i Catalogue of Life.